# Galipea longiflora
Galipea longiflora là một loài thực vật có hoa trong họ Cửu lý hương. Loài này được K.Krause mô tả khoa học đầu tiên năm 1914.